# 幽溪傳燈
幽溪傳燈（1554年—1628年），天台宗三十祖，明末中興天台宗的僧人，世稱幽溪和尚、幽溪大師或傳燈大師。幽溪大師出生於嘉靖三十三年（1554年）八月二十日，俗家姓葉，字無盡，別號有門，浙江衢州府西安縣人。

## 生平
幽溪大師幼年習儒，因讀《龍舒淨土文》而矢志向佛。萬曆七年（1579年）大病一場，過後經母親同意出家投入映庵禪師（映庵祝髮）門下，得授《永嘉集》。萬曆十年（1582年），得百松法師（百松真覺）傳授衣缽。萬曆十四年（1586年），入駐天台山重興高明寺幽溪道场，立天台祖庭，兼研淨土宗和禪宗，講經長達四十餘年。
崇禎元年（1628年）五月二十一日，大師講學於新昌石山寺，預感寂滅將至，會與僧眾提筆手書「妙法蓮華經」五字，並高聲唱題而寂，享世壽七十五歲、僧臘五十載、居幽溪三十年。

## 著作
幽溪大師的著述，包括：
- 《吳中石佛相好懺儀》一卷，明傳燈 集
- 《天台傳佛心印記註》二卷，元虎溪沙門懷則 述、明幽溪沙門傳燈 註、湛山沙門倓虛 釋要
- 《天台山方外志》三十卷，明釋無盡 撰
- 《幽溪文集》十二卷，明釋無盡 撰
- 《幽溪別志》十六卷，明釋無盡 撰
- 《性善惡論》六卷，天台山幽溪沙門傳燈 著
- 《楞嚴經圓通疏》十卷，天台山幽溪沙門傳燈 述
- 《楞嚴經圓通疏前茅》二卷，天台山幽溪沙門傳燈 述
- 《楞嚴經玄義》四卷，天台山幽溪沙門傳燈 述
- 《永嘉禪宗集註》二卷，永嘉禪宗 集、明傳燈 重編並註
- 《法華經玄義輯略》一卷，天台山幽溪沙門傳燈 錄
- 《淨土生無生論》一卷，幽溪沙門傳燈 撰
- 《維摩經無我疏》十二卷，天台山幽溪沙門傳燈 著
- 《觀無量壽佛經圖頌》一卷，明傳燈 撰
- 《阿彌陀經略解圓中鈔》二卷，明吳郡沙門大佑 述、天台山幽溪沙門傳燈 鈔